# Lipník nad Bečvou
Lipník nad Bečvou (niem. Leipnik an der Betschwa) − miasto w Czechach, na Morawach, w kraju ołomunieckim. Według danych z 31 grudnia 2003 powierzchnia miasta wynosiła 3 058 ha, a liczba jego mieszkańców 8 416 osób. W mieście znajduje się stacja kolejowa Lipník nad Bečvou. W pobliżu miasta, w miejscowości Týn nad Bečvou, znajdują się ruiny zamku Helfštýn.

## Demografia
| Rok             | 1970  | 1980  | 1991  | 2001  | 2003  |
| --------------- | ----- | ----- | ----- | ----- | ----- |
| Liczba ludności | 8 470 | 7 949 | 8 736 | 8 575 | 8 416 |

Źródło: Czeski Urząd Statystyczny